# Shimmer Women Athletes
La Shimmer Women Athletes (SHIMMER) est une fédération de catch (lutte professionnelle) indépendante américaine féminine créée en 2005. Elle est créée par Dave Prazak et la catcheuse Allison Danger (en) et est une fédération partenaire de la Ring of Honor jusqu'en 2009. En 2012, elle se rapproche du World Wrestling Network (en) (WWN), un groupe de fédérations de catch, après la création de la Shine Wrestling par Prazak.

## Historique
Avant de fonder la Shimmer Women Athletes, Dave Prazak est un manager de catch à l'IWA Mid-South (en) et à la Full Impact Pro. Il noue beaucoup de contacts avec des catcheuses grâce à son travail. En 2003, Prazak devient le booker de la division féminine l'IWA Mid-South. Il organise le 30 mai 2004 un spectacle exclusivement féminin où Lacey (en) devient la première championne féminine de l'IWA Mid-South après sa victoire face à Mercedes Martinez et Daizee Haze.
En 2005, Dave Prazak gagne une forte somme d'argent à la loterie. Il s'associe avec la catcheuse Allison Danger (en) qui va devenir la booker de cette fédération. Leurs intentions est de créer une fédération qui se concentre sur le catch et ne sexualise pas ses catcheuses. Il utilise ses contacts avec les dirigeants de la Ring of Honor afin de produire et distribuer les DVDs des spectacles de la SHIMMER. La SHIMMER enregistre SHIMMER 1 et SHIMMER 2 le 6 novembre 2005 à Berwyn dans l'Illinois. 
La SHIMMER n'utilise pas de championnat durant sa première année préférant mettre l'accent sur le ratio victoires-défaites des meilleures catcheuses. Le 7 avril 2007, Prazak annonce au cours de l'enregistrement de SHIMMER Volume 10 l'organisation d'un tournoi afin de désigner la première championne de la SHIMMER. Ce tournoi voit le sacre de Sara Del Rey le 2 juin après sa victoire sur Lacey (en).
En 2012, Prazak fonde la Shine Wrestling avec Sal Hamaoui et Gabe Sapolski (en).

## Championnats actuels
Cette fédération, basée en Illinois, dispose de trois titres différents : le titre de la fédération et le titre par équipe.
| Championnats                  | Championne(s)                           | Date de victoire | Réf    |
| ----------------------------- | --------------------------------------- | ---------------- | ------ |
| SHIMMER Championship          | Nicole Savoy (1)                        | 12 novembre 2017 | [ 9 ]  |
| SHIMMER Tag Team Championship | Leva Bates (en) (1) et Delilah Doom (1) | 11 novembre 2017 | [ 10 ] |
| Heart of SHIMMER Championship | Dust (1)                                | 15 avril 2018    | [ 11 ] |